# Lijst van Dancesmashes in 2015
Deze hits waren in 2015 Dancesmash op Radio 538:
| Nr.  | Bekendgemaakt op | Artiest                                          | Titel                            | Hoogste positie in Top 40 |
| ---- | ---------------- | ------------------------------------------------ | -------------------------------- | ------------------------- |
| 1077 | 2 januari        | Made in June                                     | Perfect storm                    | tip1                      |
| 1078 | 9 januari        | OMI                                              | Cheerleader (Felix Jaehn remix)  | 1(11wk)                   |
| 1079 | 16 januari       | Hardwell ft. Harrison                            | Sally                            | tip1                      |
| 1080 | 23 januari       | DJ Snake ft. AlunaGeorge                         | You know you like it             | 24                        |
| 1081 | 30 januari       | Lost Frequencies                                 | Are you with me                  | 4                         |
| 1082 | 6 februari       | Fedde Le Grand & Niels Geusebroek                | Falling                          | tip4                      |
| 1083 | 13 februari      | DJ Fresh ft. Ella Eyre                           | Gravity                          | tip2                      |
| 1084 | 20 februari      | Martin Garrix                                    | Forbidden voices                 | 35                        |
| 1085 | 27 februari      | Martin Solveig & GTA                             | Intoxicated                      | 9                         |
| 1086 | 6 maart          | Zedd ft. Selena Gomez                            | I want you to know               | 30                        |
| 1087 | 13 maart         | Major Lazer & DJ Snake ft. MØ                    | Lean on                          | 1(4wk)                    |
| 1088 | 20 maart         | Feder ft. Lyse                                   | Goodbye                          | 24                        |
| 1089 | 27 maart         | Calvin Harris ft. Haim                           | Pray to god                      | 25                        |
| 1090 | 3 april          | Tiësto & KSHMR ft. Vassy                         | Secrets                          | 26                        |
| 1091 | 10 april         | Axwell Λ Ingrosso                                | On my way                        | 34                        |
| 1092 | 17 april         | Galantis                                         | Gold dust                        | tip2                      |
| 1093 | 24 mei           | Robin Schulz ft. Ilsey                           | Headlights                       | 26                        |
| 1094 | 1 mei            | Eva Simons                                       | Policeman                        | 10                        |
| 1095 | 8 mei            | Gregory Porter                                   | Liquid spirit (Claptone remix)   | tip2                      |
| 1096 | 15 mei           | Quintino ft. Una                                 | Escape (Into the sunset)         | tip2                      |
| 1097 | 22 mei           | Avicii                                           | Waiting for love                 | 6                         |
| 1098 | 29 mei           | Joe Stone ft. Montell Jordan                     | The party (This is how we do it) | tip2                      |
| 1099 | 5 juni           | Zedd ft. Jon Bellion                             | Beautiful now                    | tip2                      |
| 1100 | 12 juni          | Lil' Kleine & Ronnie Flex                        | Drank & drugs                    | 1(3wk)                    |
| 1101 | 19 juni          | Hardwell ft. Jason Derulo                        | Follow me                        | tip2                      |
| 1102 | 26 juni          | Larco                                            | Andes                            | tip3                      |
| 1103 | 3 juli           | Lost Frequencies ft. Janieck Devy                | Reality                          | 3                         |
| 1104 | 10 juli          | Martin Solveig ft. Sam White                     | +1                               | tip2                      |
| 1105 | 17 juli          | Calvin Harris ft. Disciples                      | How deep is your love            | 1(2wk)                    |
| 1106 | 24 juli          | Martin Garrix vs. Matisse & Sadko ft. Sam Martin | Break through the silence        | tip8                      |
| 1107 | 31 juli          | Axwell Ʌ Ingrosso                                | Sun is shining                   | 6                         |
| 1108 | 7 augustus       | KSHMR                                            | JAMMU                            | tip7                      |
| 1109 | 14 augustus      | Thomas Jack                                      | Rivers                           | 24                        |
| 1110 | 21 augustus      | David Guetta & Showtek ft. Magic! & Sonny Wilson | Sun goes down                    | tip3                      |
| 1111 | 28 augustus      | Oliver Heldens & Shaun Frank ft. Delaney Jane    | Shades of grey                   | 30                        |
| 1112 | 4 september      | Avicii                                           | For a better day                 | 17                        |
| 1113 | 11 september     | Kygo ft. Ella Henderson                          | Here for you                     | 11                        |
| 1114 | 18 september     | Moguai ft. Cheat Codes                           | Hold on                          | tip3                      |
| 1115 | 25 september     | Dzeko & Torres ft. Delaney Jane                  | L'amour toujours (Tiësto edit)   | tip2                      |
| 1116 | 2 oktober        | Robin Schulz ft. Francesco Yates                 | Sugar                            | 4                         |
| 1117 | 9 oktober        | Tiësto & Don Diablo ft. Thomas Troelsen          | Chemicals                        | tip8                      |
| 1118 | 16 oktober       | Hardwell ft. Jake Reese                          | Mad world                        | tip1                      |
| 1119 | 23 oktober       | Armin van Buuren ft. Cimo Fränkel                | Strong ones                      | tip3                      |
| 1120 | 30 oktober       | Avicii                                           | Broken arrows                    | tip3                      |
| 1121 | 6 november       | Felix Jaehn ft. Polina                           | Book of love                     | 30                        |
| 1122 | 13 november      | Shaun Frank & KSHMR ft. Delaney Jane             | Heaven                           | 31                        |
| 1123 | 20 november      | Eva Simons ft. Sidney Samson                     | Bludfire                         | 30                        |
| 1124 | 27 november      | Jasmine Thompson                                 | Adore                            | 35                        |
| 1125 | 4 december       | Jay Hardway                                      | Electric elephants               | tip5                      |
| 1126 | 11 december      | Kygo ft. Maty Noyes                              | Stay                             | 9                         |
| 1127 | 18 december      | Major Lazer ft. Nyla & Fuse ODG                  | Light it up (remix)              | 2                         |
| 1128 | 25 december      | Tujamo & Taio Cruz                               | Booty bounce                     | tip1                      |

1994 ·
1995 ·
1996 ·
1997 ·
1998 ·
1999 ·
2000 ·
2001 ·
2002 ·
2003 ·
2004 ·
2005 ·
2006 ·
2007 ·
2008 ·
2009 ·
2010 ·
2011 ·
2012 ·
2013 ·
2014 ·
2015 ·
2016 ·
2017 ·
2018 ·
2019 ·
2020 ·
2021 ·
2022 ·
2023 ·
2024 ·
2025